# ضريح الشيخ أبي الحسين النوري
ضريح أبي الحسين النوري، الذي توفى في بغداد عام 295هـ/907م، وهو من المراقد الأثرية القديمة في مقبرة الخيزران،  ويقع حالياً في سوق الأعظمية، في بغداد بالعراق، ولقد بنيت تكية ومسجد للصوفية قرب المرقد أشترى ارضها (عبد الحق بن السيد عبد الوهاب الهندي القادري) من السيد (عمر بن السيد محمد الحسن) ووقفها على فقراء الطريقة القادرية كما ذكر ذلك في وقفية التكية المؤرخة في 23 شوال 1102 هـ/22 أيار 1691م، وفي المسجد مغسل للموتى ودار سكن للإمام، وتبلغ مساحة المسجد الكلية حوالي 600 م2، وفيهِ مصلى يسع أكثر من 100 مصل، وفيهِ ضريح وقبر أبو الحسين أحمد بن محمد البغوي النوري، والذي كانت هذه التكية مسماة بأسمه، ثم سميت بأسم مسجد أبو بكر الصديق مؤخراً، ولقد جدد بنيانها من قبل ديوان الوقف السني في العراق عام 1436هـ/ 2014م.
وأبي حسين النوري من زهاد الصوفية ونسب أجدادهِ من خراسان في ناحية باغ، وكان مشهورا بكثرة الاجتهاد في طلب العلم، وحسن العبادة، وكان الجنيد البغدادي يعظم شأنه وروى حديثاً نبوياً واحداً عن سري السقطي، وكان أبو أحمد المغاربي يقول: (ما رأيت أعبد ولا أطوع لله من أبي الحسين النوري)، فقيل لهُ: (ولا الجنيد؟) قال: (ولا الجنيد).